# Echte koningsvissen
Echte koningsvissen (Lampridae)  vormen de familie waar de orde Lampriformes zijn naam aan ontleent. De familie is monotypisch, kent één geslacht met twee soorten. Het zijn vissen van de pelagische zone van de oceanen die op vrij grote diepte - maar niet bij de zeebodem - leven. Ze zijn groot, zijdelings afgeplat, met een ovaal lijf, lange rugvin (50-55 vinstralen) en lange aarsvin (34-41 vinstralen). De koningsvis kan 2,0 meter worden.

## Geslacht
- Lampris Retzius, 1799

## Bron
- Summary Lampridae op Fishbase